# Coussarea evoluta
Coussarea evoluta är en måreväxtart som beskrevs av Julian Alfred Steyermark. Coussarea evoluta ingår i släktet Coussarea och familjen måreväxter. Inga underarter finns listade i Catalogue of Life.